# Костеряки
Костеря́ки (чув. Кустерек, Кӳстерек) — деревня в составе Ярабайкасинского сельского поселения Моргаушского района Чувашской Республики.
По переписи 2002 года, в 78 дворах деревни проживает 239 человек.

Расстояние до столицы Чувашии — города Чебоксары 0151 45 км, до районного центра Моргауши — 12 км.

## История
Впервые упоминается в справочнике 1859 года, как Костеряк-касы, состоящей из 52 дворов. Наибольший рассвет деревни пришёлся на 1924 год, тогда в деревни насчитывалось 79 дворов, при численности населения 410 человек.
Деревня Костеряки известна как малая родина Дмитрия Павловича Павлова — отца знаменитого революционера, участника штурма Зимнего дворца, Гражданской и Великой Отечественной войн — Сергея Дмитриевича Павлова, отмеченного в истории под псевдонимом — «Мичман Павлов». Сам Сергей родился в Санкт-Петербурге, но в детстве часто бывал у родных в деревне.
В 2 км к западу от деревни Костеряки, расположено село Акрамово, известное в связи с крестьянским восстанием 1842 года, вошедшим в историю под названием — Акрамовское восстание.

## Известные уроженцы
- Павлов Дмитрий Павлович — отец знаменитого революционера, участника Первой Мировой, Гражданской и Великой Отечественной воин — Сергея Дмитриевича Павлова.
- Фёдоров Сергей Федорович (1907—1943) — герой Великой Отечественной войны, майор. Пропал без вести в марте 1943 года.

## Инфраструктура
- Костерякский сельский клуб (разрушен в настоящее время жителями деревни в связи с аварийным состоянием);
- Спортплощадка;
- Продовольственный магазин.

В деревни имеются: спортплощадка, предприятия торговли. Проведён водопровод, газопровод, до деревни проложена асфальтовая дорога, в деревне проложена щебенка не очень хорошего качества, на концах накатанная дорога, местами имеется асфальтная крошка, в 2024 году проложили асфальт на небольшую часть улицы Мичмана Павлова.